# Audun-le-Roman
Audun-le-Roman é uma comuna francesa na região administrativa de Grande Leste, no departamento de Meurthe-et-Moselle. Estende-se por uma área de 7,57 km². Em 2010 a comuna tinha 2 515 habitantes (densidade: 332,2 hab./km²).